# Шир, Ронда
Ро́нда Ха́ни Шир (англ. Rhonda Honey Shear; 12 ноября 1954, Новый Орлеан, Луизиана, США) — американская актриса

, комедиантка, телеведущая, сценаристка, фотомодель, певица, предприниматель, дизайнер и общественный деятель.

## Биография

### Ранние годы
Ронда Хари Шир родилась 12 ноября 1954 года в Новом Орлеане (штат Луизиана, США). Она окончила Университет Лойолы в Новом Орлеане, получив степень бакалавра в области коммуникаций. В 1977 году, после окончания университета, Шир переехала в Лос-Анджелес, штат Калифорния, чтобы начать карьеру в Голливуде.

### Личная жизнь
С 11 января 2001 года Ронда замужем за Ваном Хейгеном. Они были школьными возлюбленными, позже потеряли связь и поженились через несколько месяцев после того, как нашли друг друга на Classmates.com.

## Карьера
Шир заработала титулы в нескольких конкурсах красоты, в том числе держат титулы Мисс Луизиана США-1975 на Мисс США и «Мисс Луизиана» за выступления на «Мисс Мира» и «Мисс интернешнл». Среди её других титулов был титул «Королевы Цветочного Общества Трейла». Пока она носила последний титул, она позировала для фото в журнале «Playboy»; хотя она была полностью одета на фотографии, организаторам не понравилась её появление в журнале и её лишили титула.
Шир наиболее известна своей ролью в качестве ведущего в шоу категории «B» «США не спит всю ночь», которое транслировалось по выходным в 1980-1990-х годах на «USA Network». С 1991 по 1998 год она вела в студии и на месте сегменты, которые обычно транслировались в пятницу вечером, заменяя комедиантов Кэролайн Шлитт (ведущая шоу ночью в пятницу первые несколько лет шоу). Она также иногда вела шоу со своим коллегой в субботу, Гилбертом Готфридом, в дополнение к созданию камео в своём издании. Её товарным знаком было то, что она говорила название шоу, повышая голос на октаву, произнося это так, чтобы слово «Up» («вверх») стало главным в названии. Шир также недолго вела комедийную программу под названием «Кафе в центре внимания» на «WWOR-TV» в Сикокесе, штат Нью-Джерси, которую раньше вела комедиантка Джуди Тенута.
Шир в дальнейшем ещё дважды появилась, уже обнажённой, в Playboy: первый раз в фотосессии «Funny Girls» в июне 1991 года, а затем в «Rhonda Is Up All Night» в октябре 1993 года.
Шир также снялась в многочисленных ситкомах, от подруги Фонца в «Счастливых днях» до сексуальной соседки в «Женаты… с детьми», прежде чем вплотную заняться карьерой комедиантки. Затем она пробилась в стенд-ап, став успешным комиком в Лас-Вегасе, Лос-Анджелесе и Нью-Йорке, и, в конечном итоге, гастролировала по всей стране с «Comedy PJ Party», в которой участвовало несколько комедиантов.

### Другая деятельность
В 2001 году Ронда Шир, вместе со своим мужем Ваном Фейгеном, начала новую карьеру в качестве дизайнера и предпринимателя в компаниях «Shear Enterprises», «LLC» и «Rhonda Shear Intimates». В 2003 году Шир начала заниматься дизайном из своего домашнего офиса и имела всего лишь 3 сотрудников, но вскоре она запустили линию «Rhonda Shear Intimates» в «HSN». Позднее она работала с торговыми сетями по всему миру, включая «en:The Shopping ChannelThe Shopping Channel» (Канада) и «Ideal World Shopping» (Великобритания). «Rhonda Shear Intimates» продолжала набирать обороты и в настоящее время представлена более чем в 40 странах с более чем 25 сотрудниками в офисах в городе Сент-Питерсберг (Флорида), где она живёт с 2005 года.
В 2010 году Шир разработала линию бюстгальтеров Ahh и продукт быстро стал успешым. Бюстгальтеры Ahh теперь является бюстгальтерами № 1 во всём мире с более чем 25 миллионами проданными экземплярами на международном уровне. В 2011 году у компании было 72 миллиона долларов от продаж. С 2013 года она добавила косметику, одежду для плавания, ароматы и Boomer Hottie в линии производства.
В 2014 году была анонсирована линейка «знакомства, атлета и досуга», которая была разработана совместно с Кристал Хефнер, Playboy Playmate 2009 года и женой Хью Хефнера, которая была продана через сайт Хефнер.

### Благотворительная деятельность
В 2011 году Шир была председателем и спонсором Американского онкологического общества: «Наденьте свой розовый бюстгальтер». Между выступлениями на концертах, созданием гигантского бюстгальтера для «RedBull Flugtag» и оказанием помощи в мероприятиях по сбору средств, Шир получила возможность встретиться с женщинами, которые боролись за лечение или уже прошли операции, которым нужны бюстгальтеры, которые были бы доступными, женственными и удобными. Её поразили их истории, сила и чувство общности. Шир каждый месяц жертвует продукты для женщин в приюты по всей стране и продолжает свою работу по всей стране с различными благотворительными организациями, которые финансируют исследования и расширяют возможности женщин.

## Избранная фильмография
| Год       |   | Русское название      | Оригинальное название      | Роль                     |
| --------- | - | --------------------- | -------------------------- | ------------------------ |
| 1979      | с | Счастливые дни        | Happy Days                 | Мишель                   |
| 1980      | ф | Галаксина             | Galaxina                   | Мем / Робот              |
| 1982      | с | Молодые и дерзкие     | The Young and the Restless | имя персонажа неизвестно |
| 1982—1985 | с | Даллас                | Dallas                     | имя персонажа неизвестно |
| 1983      | с | Супруги Харт          | Hart to Hart               | Эва                      |
| 1983      | с | Каскадёры             | The Fall Guy               | Дженни                   |
| 1983      | с | Команда «А»           | The A-Team                 | Бонни Уэбб               |
| 1983      | с | Трое — это компания   | Three's Company            | милая девушка            |
| 1984      | с | Придурки из Хаззарда  | The Dukes of Hazzard       | Флосси                   |
| 1985      | с | Весёлая компания      | Cheers                     | Сидни                    |
| 1985      | ф | Битва в штаб-квартире | Basic Training             | Дебби                    |
| 1987      | ф | Космические яйца      | Spaceballs                 | женщина в закусочной     |
| 1990      | с | Полный дом            | Full House                 | взрослая Кимми           |
| 1990      | с | Женаты… с детьми      | Married… with Children     | Бренда Костровски        |
| 1998      | с | Несчастливы вместе    | Unhappily Ever After       | нищая «перчинка»         |

## Дискография
- 1996 — «Your Bedtime Buddy»

## Награды и титулы
- Мисс Луизиана США
- Мисс Луизиана Мира
- Мисс Голливуд
- Мисс LA Press Club
- Мисс Золотой глобус
- Лучшая актриса B-Movie ( Prison A Go-Go )
- Лучший местный магазин Lingerie Tampa Bay
- Бывший президент международных бакалавров
- Рекомендуемый дизайнер одежды на Неделе моды Tampa Bay 2008, 2009, 2011
- Победитель HerRoom.com "Undies Awards" 2011 Лучший бюстгальтер для отдыха
- Председатель на мероприятии 2011 года, Американское онкологическое общество: «Наденьте свой розовый бюстгальтер»
- Победитель «Лучший женский докладчик» 2011 Moxie Awards от ERA
- Победитель Премии Предприимчивых женщин 2012 года
- Победитель премии 2012 года за лучший продукт в HSN
- 3-е место в 2012 году на WPO из «50 самых быстрорастущих женщин-лидеров»
- Победитель Международного кинофестиваля Treasure Coast Visionary Award
- Победитель в 2012 году в Категории розничной торговли Ernst & Young
- Победитель в 2012 году Stevie Awards, как «Самая инновационная компания года»
- Победитель 2012 года в Мексиканском заливе Business Review в номинации «Предприниматель года»
- Победитель конкурса Эрнста энд Янга в номинации «Предприниматель года» — Ernst & Young «Розничная и потребительская продукция»
- Победитель премии Stevie Award Bronze — Самая инновационная компания года